# Pastellmalerei

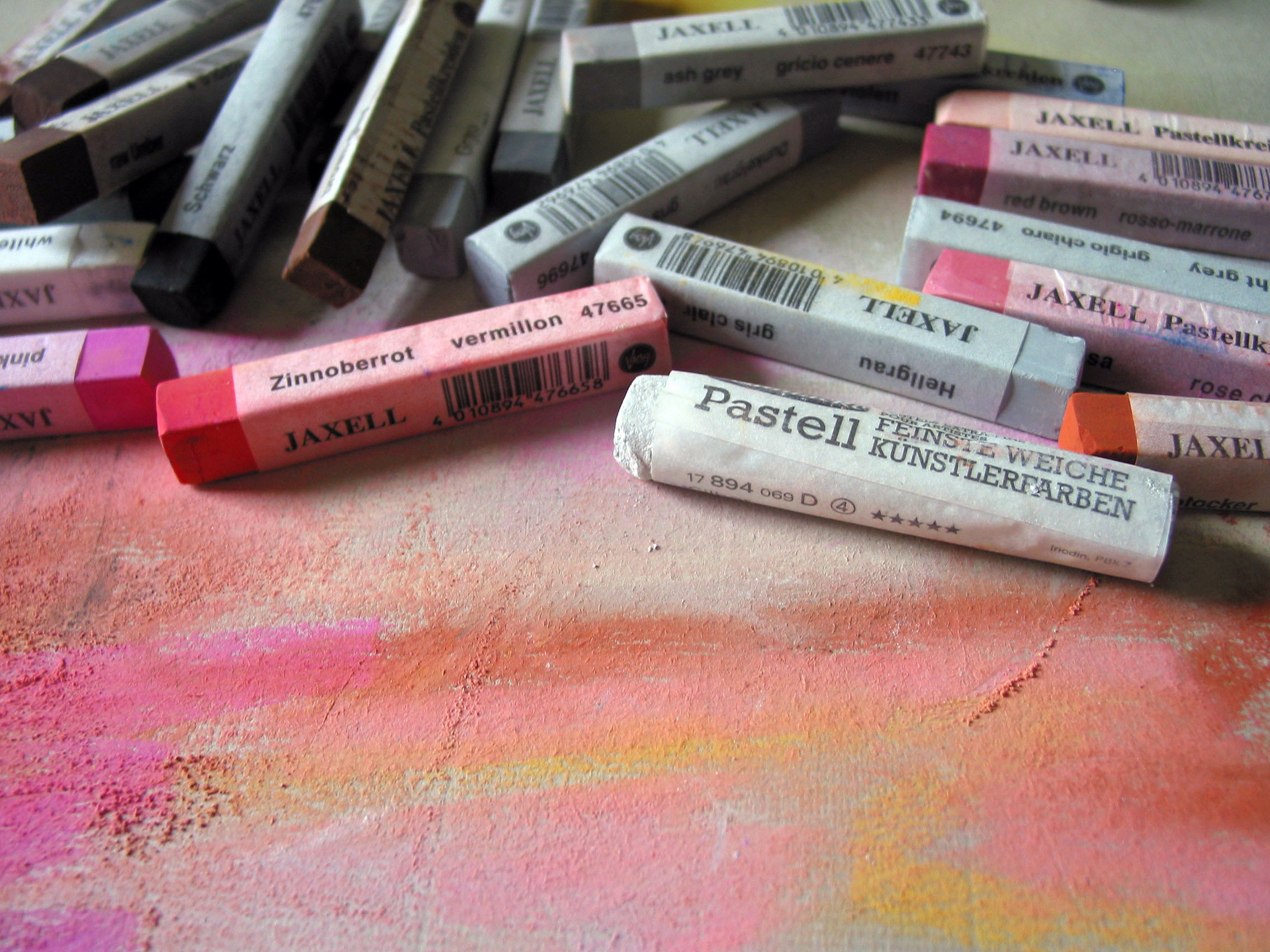
Pastellkreiden

Pastellmalerei ist eine Technik, bei der Pigmente auf einen Malgrund (Papier, Pappe, Leinwand) aufgetragen werden. Bei der Pastellmalerei mischen sich die Möglichkeiten des Zeichnens mit denen der Malerei. Es können reine Pigmente verwendet werden, häufiger werden die runden oder eckigen Kreiden oder Pastellstifte genutzt. Mit Pastell wird sowohl das Material als auch das damit hergestellte Bild bezeichnet. Der Begriff Pastell leitet sich aus dem italienischen pasta „Teig“ ab.

## Technik
Die Haftung der Pigmente auf dem Papier ist schwach, deshalb sind Pastelle sehr empfindlich. Die Farben werden in staubigen Schichten aufgetragen und mit den Fingern oder speziellen Pinseln verwischt. Um überhaupt eine Haftung zu erzeugen, muss der Malgrund rau sein. Häufig werden speziell für diese Technik entwickelte Büttenpapiere, Canson- und Ingrespapier, Sansfix-Pastell- oder Passepartoutkarton, handgeschöpftes Naturpapier oder Papiere mit Veloursoberfläche genutzt. Die Papiere sind in verschiedenen Farben erhältlich, da die Farbe des Untergrundes bei der Pastellmalerei die Wirkung des Bildes beeinflusst.
Pastellfarben lassen sich auf dem Papier sehr gut miteinander mischen. So ist es möglich, zarte Farbübergänge und selbstgemischte Farbnuancen aufzutragen. Ist der Pigmentauftrag zu kräftig, sinkt die Haftung der nachfolgenden Farbaufträge. Mehrere Farbaufträge werden daher nur zart übereinander gelegt.
Das wichtigste Arbeitsutensil bei der Malerei mit Pastellkreiden sind die Finger oder ein Papierwischer, der so genannte Tortillion. Mit dem Finger werden die Farben verwischt und miteinander vermischt. Neben der Erzeugung weicher Verläufe sind mit der Pastelltechnik auch ein pastoser Farbauftrag (Impasto) sowie das Aufstäuben mit Hilfe eines Spachtels möglich.
Um die Haftung der Pigmente auf dem Malgrund zu gewährleisten, werden die Pastelle mit einem Fixativ behandelt, das auch selbst hergestellt werden kann. Die Fixierung erfolgt nach Fertigstellung eines Pastellbildes oder auch nach einzelnen Arbeitsschritten mit schichtweisem Farbauftrag. Trotz der Verwendung von Fixativen sind die Bilder sehr empfindlich und werden daher häufig verglast, um eine Berührung der Oberfläche zu vermeiden.
Die Pastellmalerei wird häufig gemeinsam mit anderen Farben und Techniken verwendet, etwa Tempera, Gouache oder Acrylfarben.

## Bekannte Vertreter

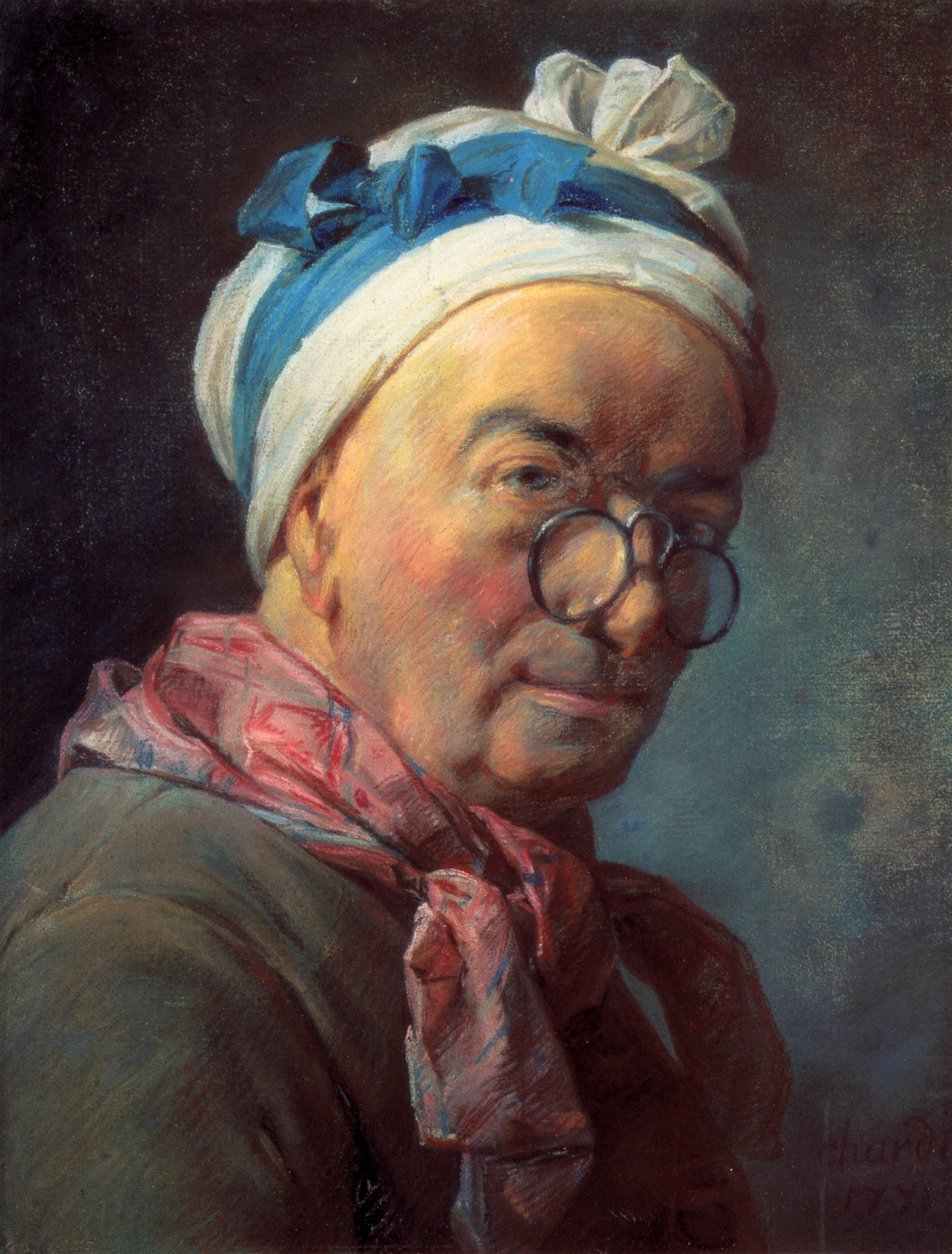
Chardin: Selbstbildnis, Pastell, 1771

Die Verwendung von Pastellkreiden geht zurück bis in das späte 15. Jahrhundert. Zu Beginn standen nur die Farben Schwarz, Weiß und Rot zur Verfügung. Michelangelo und Raffael setzten Pastellkreiden für ihre Skizzen (Strichzeichnungen) ein.
Die Hochblüte der Pastellmalerei lag im 17. und 18. Jahrhundert. Zu dieser Zeit wurde die Pastellmalerei vor allem in der Porträtmalerei genutzt, da die samtig-matte Oberfläche der Bilder den Porträts eine ganz besondere Leuchtkraft gibt. Zwei der wichtigsten Vertreterinnen dieses Genres waren die Venezianerin Rosalba Carriera (1675–1757) und die Französin Élisabeth Vigée-Lebrun (1755–1842), deren Porträts in ganz Europa überaus begehrt und beliebt waren. Weitere wichtige Vertreter der Pastellmalerei waren Joseph Vivien, Maurice Quentin de La Tour, Jean-Étienne Liotard, Jean Siméon Chardin, Edgar Degas, Édouard Manet, Odilon Redon und Pablo Picasso sowie in neuerer Zeit etwa Alfred Hrdlicka.

## Pastellkreide
Bei der Herstellung der Pastellkreiden wird den Pigmenten Bindemittel hinzugefügt, damit man sie in eine Stiftform pressen kann. Als Bindemittel werden unter anderem Kaolin, Harze benutzt. Die genaue Zusammensetzung der Bindemittel geben die heutigen Hersteller nicht bekannt. Zumindest in früheren Zeiten wurden auch Haferschleim, Leim, Gelatine, Gummi arabicum, Tragantgummi, Emulsionen, Seifenwasser oder abgerahmte Milch, Honig und Kandiszucker den Stiften beigemengt.
Neben den normalerweise durch organische Bestandteile gebundenen Pastellkreiden (siehe oben) gibt es auch pastellige Silikat-Kreiden, welche nach einer Fixierung mit Wasserglas dauerhafte Pastellzeichnungen auch im Außenbereich erlauben.
Je nach verwendetem Bindemittel sind die Pastelle mehr oder weniger weich. So können die Kreiden für verschiedene Zwecke verwendet werden, etwa härtere Kreiden mit rechteckigem Querschnitt (Faber-Castell Polychromos Pastellkreide, Cretacolor, Conté, Sakura) für eher graphische Arbeiten. Einige Kreidehersteller (Sennelier, Schmincke) geben nur so wenig Bindemittel bei, dass die Kreiden gerade zusammenhalten, bei der Berührung mit dem Papier zerfällt die Kreide dann sofort in die staubigen Pigmente.
Mittlerweile werden weiche Pastelle auch in Stiftform mit Holzmantel angeboten (Stabilo CarbOthello, Cretacolor, Faber-Castell Pitt Pastel). Diese können wie andere Stifte zum Zeichnen verwendet werden, der Farbauftrag lässt sich dann auch mit dem Finger verwischen.

## Ölpastelle
Bei Ölpastellen werden die Pigmente mit Mineralwachsen, Bienenwachs, Mohnöl und anderen Bindemitteln versetzt. Dadurch ergibt sich eine feste Konsistenz, beim Auftrag kann die Farbe cremig sein. Die Farben sind nicht wasserlöslich und schlecht mischbar. Ölpastelle haften auch auf glattem Papier.